# Stagmatophora
Stagmatophora é um gênero de traça pertencente à família Cosmopterigidae.